# Campionati europei di karate 2015
I campionati europei di karate 2015 sono stati la 50ª edizione della competizione. Si sono svolti a Istanbul, in Turchia, dal 19 al 22 marzo 2015.

## Paesi partecipanti
- Albania (3)
- Austria (9)
- Azerbaigian (14)
- Bielorussia (11)
- Belgio (9)
- Bosnia ed Erzegovina (12)
- Bulgaria (7)
- Croazia (16)
- Cipro (2)
- Rep. Ceca (6)
- Danimarca (14)
- Inghilterra (12)
- Estonia (2)
- Finlandia (9)
- Francia (25)
- Georgia (6)
- Germania (14)
- Grecia (10)
- Ungheria (14)
- Islanda (2)
- Irlanda (7)
- Israele (6)
- Italia (15)
- Kosovo (12)
- Lettonia (6)
- Lussemburgo (6)
- Moldavia (2)
- Macedonia (16)
- Montenegro (14)
- Monaco (1)
- Paesi Bassi (5)
- Irlanda del Nord (1)
- Norvegia (4)
- Polonia (13)
- Portogallo (11)
- Romania (14)
- Russia (15)
- Scozia (3)
- San Marino (1)
- Serbia (15)
- Slovacchia (11)
- Slovenia (11)
- Spagna (16)
- Svezia (3)
- Svizzera (7)
- Turchia (16)
- Ucraina (13)

## Podi

### Uomini

#### Individuale
| Specialità    | Oro              | Argento          | Bronzo                               |
| Kata          | Damián Quintero  | Mehmet Yakan     | Vu Duc Minh Dack Mattia Busato       |
| Kumite -60 kg | Luca Maresca     | Sofiane Agoudjil | Evgeny Plakhutin Matias Gomex Garcia |
| Kumite -67 kg | Niyazi Aliyev    | Burak Uygur      | Danil Domdjoni Manuel Rasero Ruiz    |
| Kumite -75 kg | Rafael Aghayev   | Noah Bitsch      | Luigi Busà Ruslans Sadikovs          |
| Kumite -84 kg | Nello Maestri    | Aykhan Mamayev   | Kenji Grillon Uğur Aktaş             |
| Kumite +84 kg | Slobodan Bitević | Enes Erkan       | Martin Nestorovski Jonathan Horne    |

#### Squadre
| Specialità | Oro                                                                                               | Argento                                                                                               | Bronzo |
| Kata       | Spagna José Manuel Carbonell Lopez Damian Hugo Quintero Capdevila Francisco José Salazar Jover    | Italia Mattia Busato Alessandro Iodice Alfredo Tocco                                                  | Francia Lucas Jeannot Enzo Montarello Ahmed Zemouri Croazia Ivan Ermenc Franjo Maskarin Damjan Padovan |
| Kumite     | Turchia Ziya Yasar Serkan Yagci Yaser Sahintekin Ridvan Kaptan Emre Ipek Gokhan Gunduz Enes Erkan | Francia Nadir Benaïssa Amin Bouazza Lou Lebrun Kenji Grillon Lionel Nardy Logan Da Costa Marvin Garin | Paesi Bassi Rene Smaal Moreno Sheppard Lorenzo Manhoef Tyron Darnell Lardy Geoffrey Berens Ozan Arslan Donovan Wold Azerbaigian Aykhan Mamayev Orkhan Heydarli Asiman Gurbanli Shahin Atamov Rafael Aghayev Tural Aghalarzade Panah Abdullayev |

### Donne

#### Individuale
| Specialità    | Oro             | Argento           | Bronzo                                    |
| Kata          | Sandra Sánchez  | Dilara Bozan      | Jasmin Bleul Veronika Miskova             |
| Kumite -50 kg | Bettina Plank   | Alexandra Recchia | Duygu Bugur Serap Özçelik                 |
| Kumite -55 kg | Emilie Thouy    | Tuba Yakan        | Jennifer Warling Cristina Garcia Ferrer   |
| Kumite -61 kg | Lucie Ignace    | Ana Lenard        | Ingrida Suchankova Irene Costa Colomar    |
| Kumite -68 kg | Alisa Buchinger | Elena Quirici     | Marina Rakovic Cristina Gonzalez Vizcaino |
| Kumite +68 kg | Maša Martinović | Meltem Hocaoglu   | Helena Kuusisto Ibrahim Nadege Ait        |

#### Squadre
| Specialità | Oro                                                             | Argento                                                             | Bronzo |
| Kata       | Turchia Dilara Bozan Rabia Kusmus Gizem Sahin                   | Germania Jasmin Bleul Christine Heinrich Sophie Wachter             | Italia Sara Battaglia Viviana Bottaro Michela Pezzetti Spagna Sonia Garcia Ventura Sheila Jorge Arribas Paula Rodriguez Nieto  |
| Kumite     | Croazia Ivona Tubić Azra Sales Anamarija Celan Bujas Ana Lenard | Russia Vera Kovaleva Tatiana Oparina Inga Sheroziya Ivanna Zaytseva | Turchia Merve Baltay Merve Coban Serap Ozcelik Tuba Yakan Austria Alisa Buchinger Stephanie Kaup Bettina Plank Nathalie Reiter |

## Medagliere
| Posiz. | Nazione     | Oro | Argento | Bronzo | Totale |
| ------ | ----------- | --- | ------- | ------ | ------ |
| 1      | Spagna      | 3   | 0       | 6      | 9      |
| 2      | Turchia     | 2   | 6       | 3      | 11     |
| 3      | Francia     | 2   | 3       | 4      | 9      |
| 4      | Italia      | 2   | 1       | 3      | 6      |
| 5      | Croazia     | 2   | 1       | 2      | 5      |
| 6      | Azerbaigian | 2   | 1       | 1      | 4      |
| 7      | Austria     | 2   | 0       | 1      | 3      |
| 8      | Serbia      | 1   | 0       | 0      | 1      |
| 9      | Germania    | 0   | 2       | 3      | 5      |
| 10     | Russia      | 0   | 1       | 1      | 2      |
| 11     | Svizzera    | 0   | 1       | 0      | 1      |
| 12     | Finlandia   | 0   | 0       | 1      | 1      |
| 12     | Rep. Ceca   | 0   | 0       | 1      | 1      |
| 12     | Lettonia    | 0   | 0       | 1      | 1      |
| 12     | Lussemburgo | 0   | 0       | 1      | 1      |
| 12     | Macedonia   | 0   | 0       | 1      | 1      |
| 12     | Montenegro  | 0   | 0       | 1      | 1      |
| 12     | Paesi Bassi | 0   | 0       | 1      | 1      |
| 12     | Slovacchia  | 0   | 0       | 1      | 1      |
| Totale | Totale      | 16  | 16      | 32     | 64     |